# JF-Fabriken
54°54′49.31″N 9°48′22.74″Ø / 54.9136972°N 9.8063167°Ø
JF-Fabriken – J.Freudendahl A/S var en dansk familieejet virksomhed beliggende i Sønderborg. Virksomheden blev grundlagt 1951 af Jens Aksel Freudendahl og eksisterede indtil 2011. JF-Fabriken fremstillede i begyndelse primært landbrugsmaskiner beregnet for husmænd og mindre landbrug, efterhånden specialiserede man sig i maskiner til produktion af grøntfoder til kvægbrug.
I 1999 blev den tyske maskinfabrik Wilhelm Stoll Maschinenfabrik GmbH overtaget af JF-Fabrikens moderselskab Freudendahl Invest A/S. Begge virksomheder indgik derefter i det, som også blev kaldt JF-STOLL Group. Indtil 2005 blev virksomhedens maskiner markedsført under navnet JF, derefter blev maskinerne markedsført under navnet JF-STOLL. I 2008 havde JF-STOLL Group en omsætning på 140 millioner Euro, deraf var de 85,1 millioner Euro fra Wilhelm Stoll Maschinenfabrik GmbH. I september 2011 blev JF-Fabriken erklæret konkurs. Kongskilde Industries A/S overtog derefter virksomheden og videreførte produktprogrammet med produktion i Sønderborg. I forbindelse med Agritechninca-udstillingen i efteråret 2013 blev navnet JF relanceret som et overordnet brand for virksomhedens produkter, og det erstattede derved navnet JF-STOLL.

## Virksomhedens historie
I 1951 påbegyndte Jens Aksel Freudendahl produktionen af selvbindere, der gik under navnet "letbinder", da den kunne drives med kun en hest. Målgruppen for virksomhedens produkter var derfor i begyndelsen husmænd og mindre landbrug, der med JF selvbinderen havde mulighed for at mekanisere og effektivere deres bedrift. Efterhånden udvikler JF-Fabriken sig til en af Europas førende producenter af landbrugsmaskiner med bl.a. produktion af selvbindere, aflæsservogne, mejetærskere og sidemonterede grønthøstere og roelæssere
- 1951 Ingeniør Jens Freudendahl grundlægger JF-Fabriken – J.Freudendahl A/S i Sønderborg
- 1960 introduceres verdens første sidemonterede grønthøster, sidevenderiven HSR og slagleskårlægger SL 150.
- 1961 JF-Fabriken bliver omdannet til et aktieselskab under navnet JF-Fabriken – J. Freudendahl A/S. Samme år introduceres JF mejetærskeren MS5 monteret direkte på en traktor
- 1962 introduceres den sidemonterede roelæsser RL
- 1965 åbnes første etape af den nye fabriksafdeling i Ulkebøl
- 1968 introduceres efter mange års udviklingsarbejde slåmaskinen CM 150.
- 1969 introduceres den sidemonterede mejetærsker JF-MS70.
- 1970 introduceres halmsnitteren SH, eksaktsnitteren FS80 (senere omdøbt til FC80), majshøsteren MH, ballekasteren BK, slåmaskinen GC 210, og vognserien ST til supplering af AV vognserien.
- 1973 introduceres kombiriven CR.
- 1976 introduceres halmludningsanlæg SP 2000 i samarbejde med Bioteknisk Institut.
- 1979 introduceres tipvogn TV 45 i Danmark, der bliver efterfulgt af TV 70 året efter.
- 1980 introduceres den bugserede skårlægger CMT 245.
- 1981 introducerer halmfyret CB 50. Markedets eneste halmfyr med underforbrænding.
- 1985 introduceres ensileringsvognen ES25 og ES35 i samarbejde med Strautmann, riverne RV og RS baseret på komponenter fra Wilhelm Stoll Maschinenfabrik GmbH i Tyskland og skiveslåmaskinen SB. Jan Freudendahl bliver administrerende direktør efter sin far, Jens Aksel Freudendahl.
- 1987 introduceres verdens første hydrostatisk drevne skiveslåmaskine GMS 3200 Hydro Flex.
- 1991 introduceres den første frontmonterede slåmaskine.
- 1993 introduceres den sidemonterede skiveslåmaskine GX med det patenterede Swing System for skårsammenlægning
- 1997 introduceres den store bugserede eksaktsnitter FCT 1350 og JF overtager alle rettigheder til Samsons fuldfodervogn.
- 1997 Freudendahl Invest overtager 20% af aktierne i Wilhelm Stoll Maschinenfabrik GmbH (STOLL) og et tættere samarbejde indledes. STOLL producerer river, rotorvendere og frontlæssere, hvilket komplementerer produktlinien fra JF godt.
- 1998 introduceres den første fuldfodervogn, padleblanderen Feeder PA.
- 1999 Freudendahl Invest overtager 100% af aktierne i Wilhelm Stoll Maschinenfabrik GmbH (STOLL).
- 2000 introduceres staldgødningssprederne MT og MTS, fuldfodervognen VM Feeder, en fuldfodervogn med vertikale snegle.
- 2005 JF og Wilhelm Stoll Maschinenfabrik GmbH (STOLL) samler alle maskiner til produktion og udfodring af grøntfoder til kvægbrug i et produktprogram, som markedsføres under navnet JF-STOLL.
- 2007 Produktionen af river og vendere flyttes fra Wilhelm Stoll Maschinenfabrik GmbH i Lengede, Tyskland, til JF-Fabriken i Sønderborg. Wilhelm Stoll Maschinenfabrik GmbH specialisere sig i produktion af STOLL frontlæssere.
- 2007 introduceres et nyt trådløst vejesystem, Feed Manager. Som de første på markedet gør JF-STOLL Feed Manager til standardudstyr på alle VM Feeder fuldfodervogne. På Agritechnica præsenterer JF-STOLL en prototype af den bugserede skårlægger, tripelslåmaskinen GXT 15005, med en arbejdsbredde på 14,5 m.
- 2008 introduceres skårsamlingsbåndet Collector til tripelslåmaskinen GXT 12005 med en arbejdsbredde på 12 meter.
- 2009 introduceres frontslåmaskinen GXF 3605 med Contour Float, som er et nyt system for terræntilpasning, rotorvenderen Z 8805, som er JF-STOLL's første rotorvender, hvor drivlinien er forsynet med fingerkoblinger.
- 2011 JF indgiver konkursbegæring fredag d. 23. september 2011.
- 2011 Kongskilde Industries A/S i Sorø overtager konkursboet mandag d. 26. september 2011 og viderefører fabrikken i Sønderborg.
- 2013 Navnet JF relanceres som brand på alle virksomhedens produkter, og erstatter derved navnet JF-STOLL.
- 2015 JF produktionen flyttes til Kongskildes fabrik i Polen. 130 mister jobbet i Sønderborg.

## Billeder af JF-maskiner
- Frontmonteret selvbinder fra omkring 1956
- Kombineret høvender og skårlægger fra omkring 1965
- JF CM-190 slåmaskine fra ca. 1985
- JF ST9500 aflæsservoggn monteret med møgspreder fra omkring 1997